# Риисе, Хеге
Хеге Риисе (норв. Hege Riise; род. 18 июля 1969, Лёренскуг, Акерсхус) — норвежская футболистка и футбольный тренер. Выступала и позже тренировала сборную Норвегии. Чемпионка мира и Олимпийская чемпионка.

## Биография
Одна из лучших футболистов своего поколения, она выиграла чемпионат мира по футболу среди женщин , Олимпийские игры и чемпионат Европы по футболу среди женщин вместе с женской сборной Норвегии по футболу. Она ушла из международного футбола в сентябре 2004 года, сыграв 188 матчей за сборную и 58 голов.
Риисе завершила карьеру в конце сезона 2006 года, когда на ее счету 188 матчей за сборные, что является рекордом для всех норвежских футболистов. В 2007 году она стала главным тренером команды Стрёммен в высшей лиге Норвегии среди женщин Топпсерие.
28 января 2009 года Риисе была назначена помощником тренера женской сборной США.